# Wachlarzykowate (motyle)
Wachlarzykowate (Crambidae) – rodzina motyli z nadrodziny Pyraloidea, obejmuje ponad 10 000 opisanych gatunków w 1017 rodzajach i 15 podrodzinach.

## Występowanie
Wachlarzykowate są obecne niemal na całym świecie, zwłaszcza w strefach umiarkowanych. Poza Europą stwierdzono je także w Ameryce Północnej, Australii i Nowej Zelandii. Gąsienica kopalnego gatunku Baltianania yantarnia została znaleziona w Rosji, w bursztynie bałtyckim pochodzącym z priabonu.

## Morfologia
Przynależność do rodziny wachlarzykowatych najłatwiej wykazać na podstawie chetotaksji gąsienic (obecność jednej lub dwu szczecinek L na 9. segmencie odwłoka) oraz po budowie narządów tympanalnych u osobników dorosłych. Narządy te są typu „otwartego”, z obecnym praecinctorium. Inną cechą rozpoznawczą jest m.in. wolna żyłka R5 na przednich skrzydłach.
Motyle małe lub średniej wielkości, na ogół o jasnym ubarwieniu, najczęściej w odcieniach brązu, żółci i bieli, czasem z metalicznymi plamkami. Wielu przedstawicieli rodziny wyposażonych w wąskie przednie skrzydła składa je w sposób mogący się kojarzyć ze składaniem wachlarza, gdy tylne skrzydła są szersze niż przednie. U większości gatunków obecne przyoczka, głaszczki wargowe długie i wyprostowane, głaszczki szczękowe dobrze wykształcone. Jaja kształtu melona, żeberkowane bądź gładkie. Gąsienice gładkie, słabo owłosione.

## Tryb życia
Gąsienice są głównie endofagami, tj. żerują wewnątrz roślin. Wachlarzykowate żerują na bardzo wielu gatunkach roślin należących do różnych rodzin, przede wszystkim na wiechlinowatych; greckie słowo crambos, od którego pochodzi naukowa nazwa rodziny, oznacza „suchy”, „wysuszony”, co nawiązuje zapewne do suchych trawiastych habitatów zamieszkiwanych przez wachlarzykowate. Natomiast np. przedstawiciele podrodziny Glaphyriinae żerują głównie na kapustowatych i kaparowatych. Hoploscopinae i Musotiminae żerują na paprociach. Wiele gatunków żeruje blisko korzeni bądź wewnątrz łodyg roślin żywicielskich. Niekiedy powodują poważne szkody w rolnictwie w przypadku żerowania np. na owsie czy kukurydzy. Gąsienice m.in. drążą tunele w łodygach, które wyściełają oprzędem. Poczwarki otoczone kokonem w tychże tunelach. Dorosłe osobniki latają w okolicy zachodu Słońca, ale także w ciągu dnia. Lot często jest krótki i kończy się ukryciem np. na łodydze trawy.
Naturalnymi wrogami wachlarzykowatych są m.in. chrząszcze (np. Calosoma calidum), parazytoidalne błonkówki i muchówki, owadożerne ptaki (np. piwik leśny). Gąsienice Omphisa fuscidentalis żerujące na bambusie są spożywane m.in. w Chinach i Tajlandii.

## Systematyka
Karol Linneusz umieścił przedstawicieli rodziny w rodzaju Tinea, podobnie postąpił Jacob Hübner. Johan Christian Fabricius opisał rodzaj Crambus w 1798 roku. Rodzina została opisana w 1810 roku przez Pierre’a-André Latreille’a w dziele pt. Considérations générales sur l'ordre naturel des animaux composant les classes des crustacés, des arachnides, et des insectes. Pomimo tego np. James Francis Stephens uznawał przedstawicieli wachlarzykowatych za molowate.
Rodzina należy do nadrodziny Pyraloidea, wykazano monofiletyzm wobec rodziny omacnicowatych. Rodzina obejmuje 10347 gatunków ujętych w 1017 rodzajach (stan na 2021 rok). Najliczniejsze rodziny to: Spilomelinae (4132 gatunki), Crambinae (2066 gatunków), Pyraustinae (1249 gatunków). Rodzajem typowym rodziny jest Crambus. W Polsce występują co najmniej 152 gatunki z tej rodziny.
Podział na podrodziny:
- Acentropinae(inne języki)[11]
- Crambinae(inne języki)[11]
- Erupinae(inne języki)[21]
- Glaphyriinae(inne języki)[21]
- Heliothelinae(inne języki)[21]
- Hoploscopinae(inne języki)[21]
- Lathrotelinae(inne języki)[21]
- Linostinae(inne języki)[21]
- Midilinae(inne języki)[21]
- Musotiminae(inne języki)[21]
- Odontiinae(inne języki)[21]
- Pyraustinae(inne języki)[21]
- Schoenobiinae(inne języki)[21]
- Scopariinae(inne języki)[21]
- Spilomelinae(inne języki)[21]

## Galeria

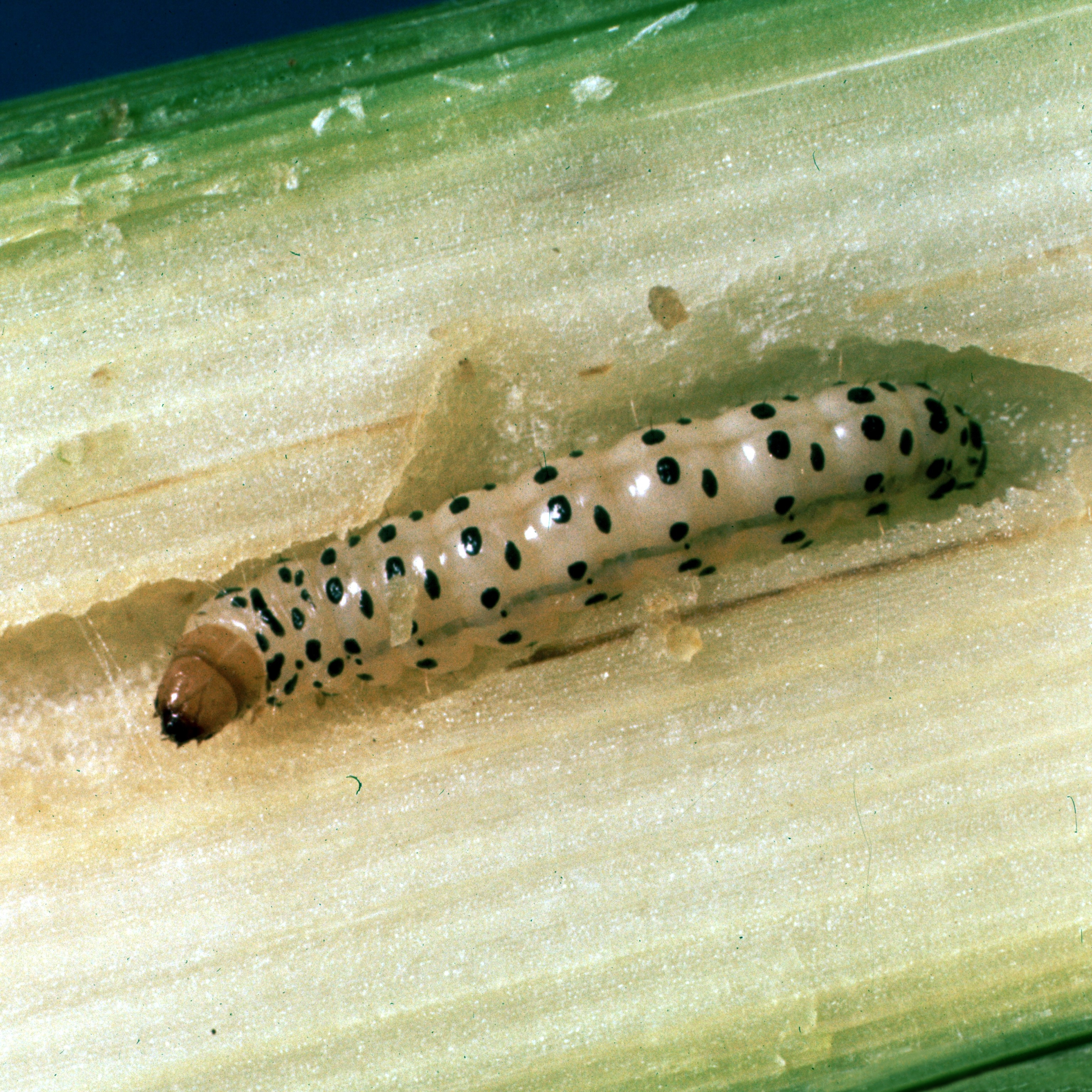
Gąsienica Diatraea crambidoides
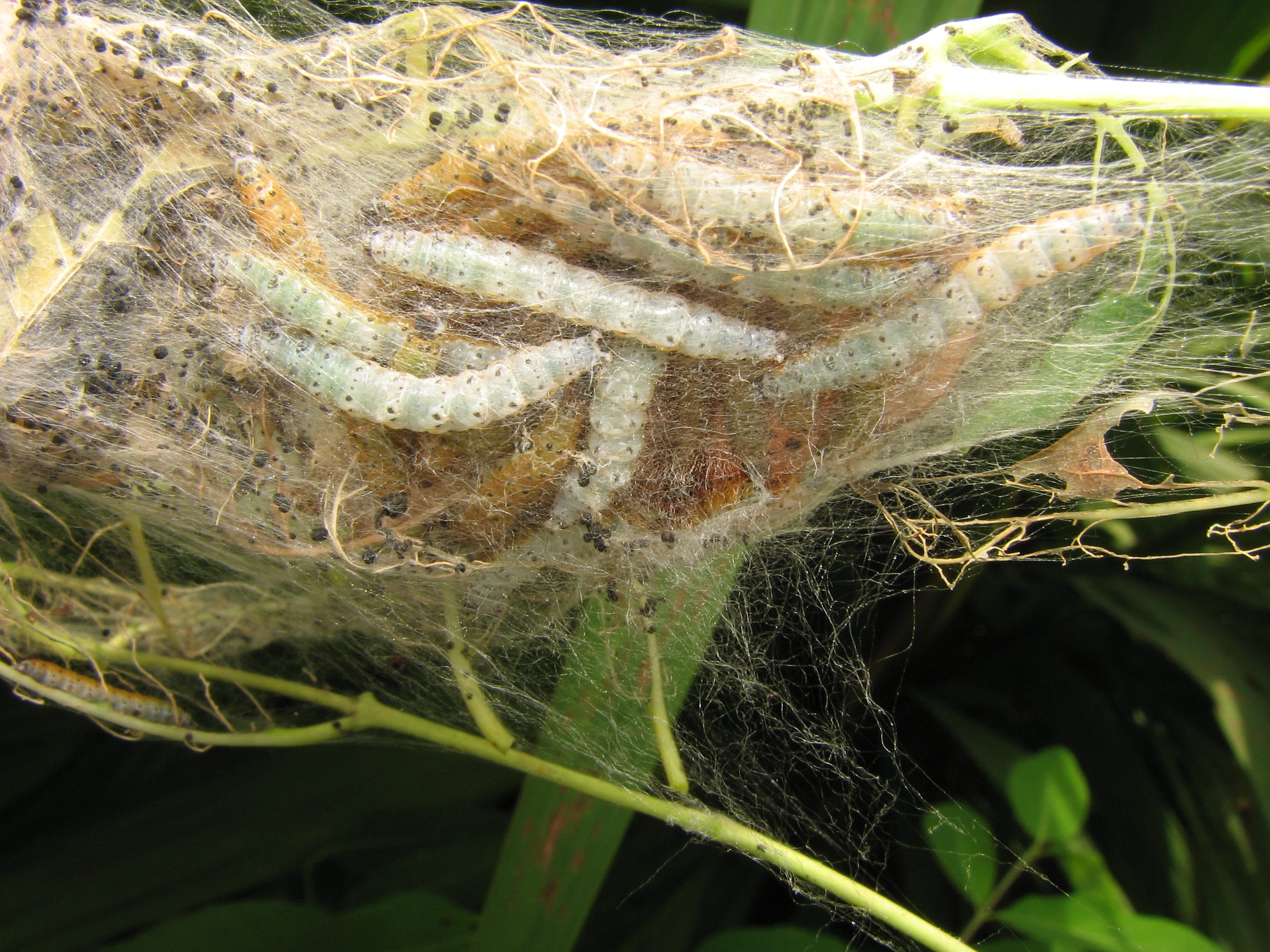
Gąsienice Saucrobotys futilalis
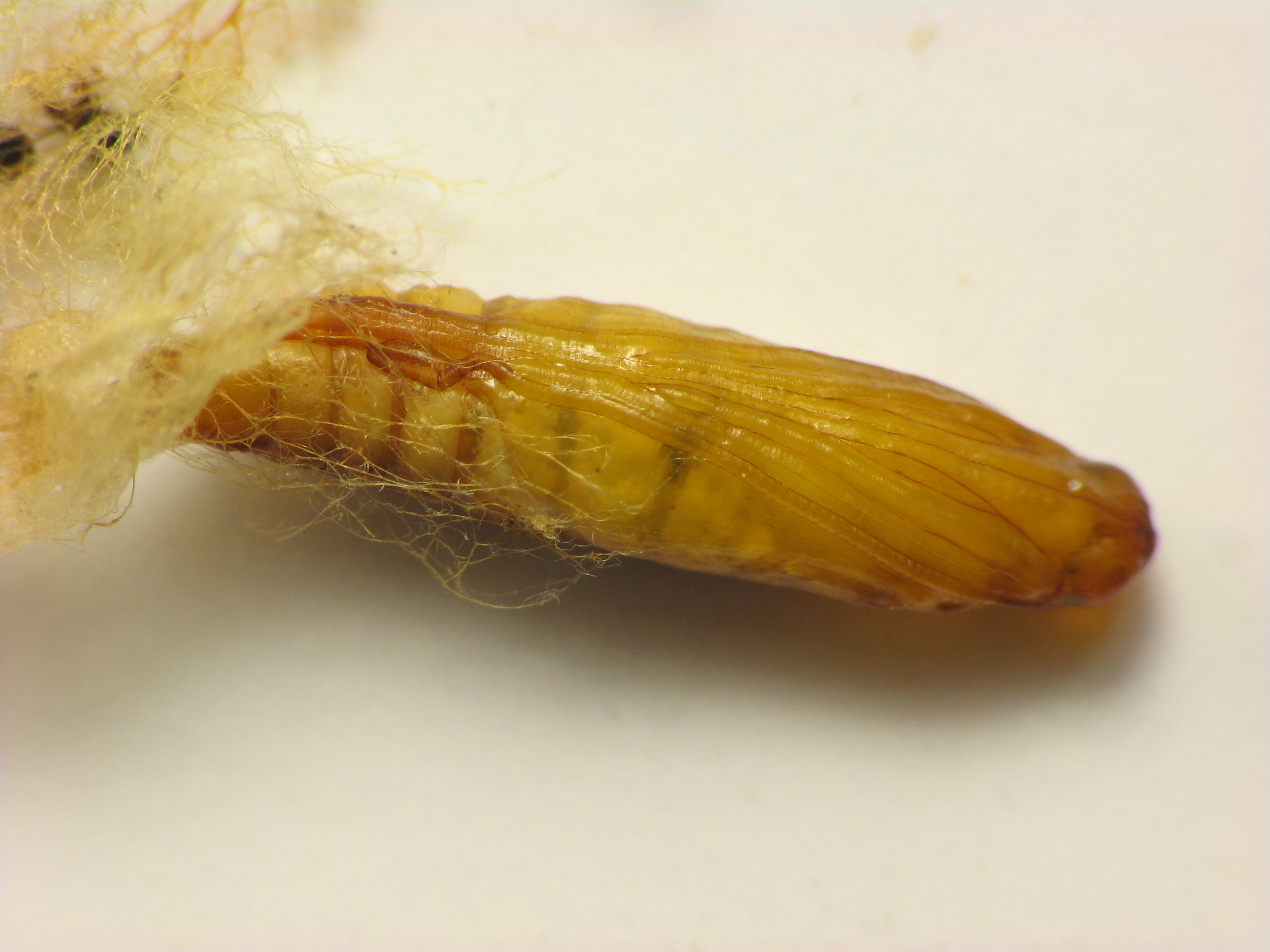
Poczwarka Saucrobotys futilalis
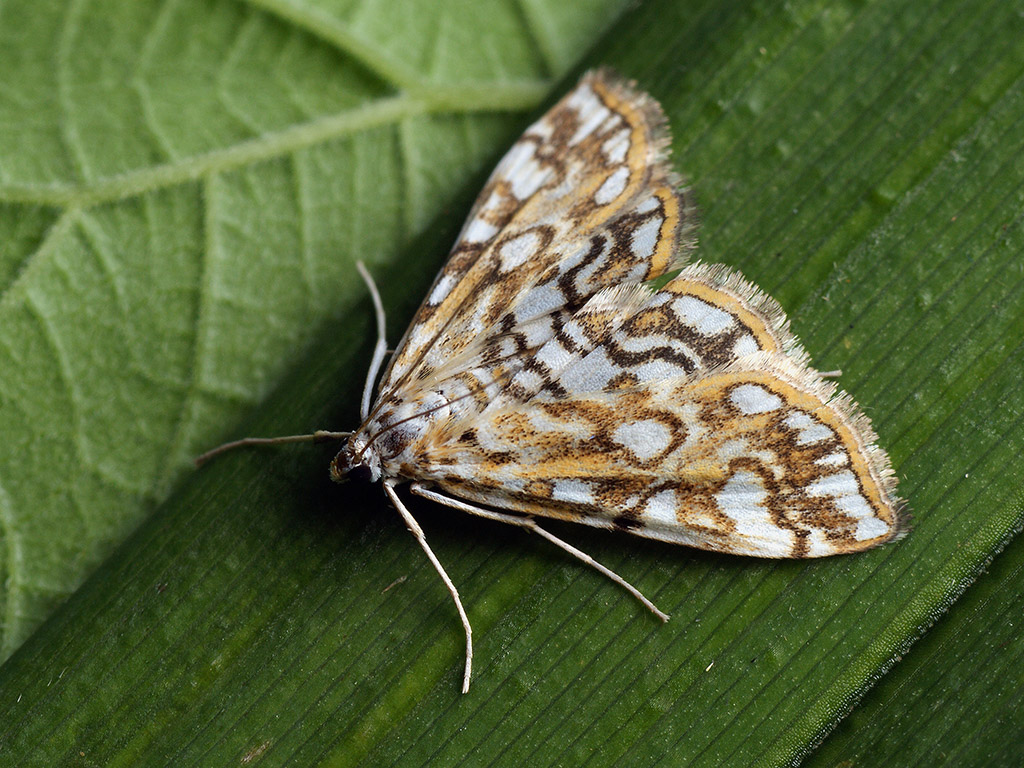
Elophila nymphaeata (Acentropinae), Rosja
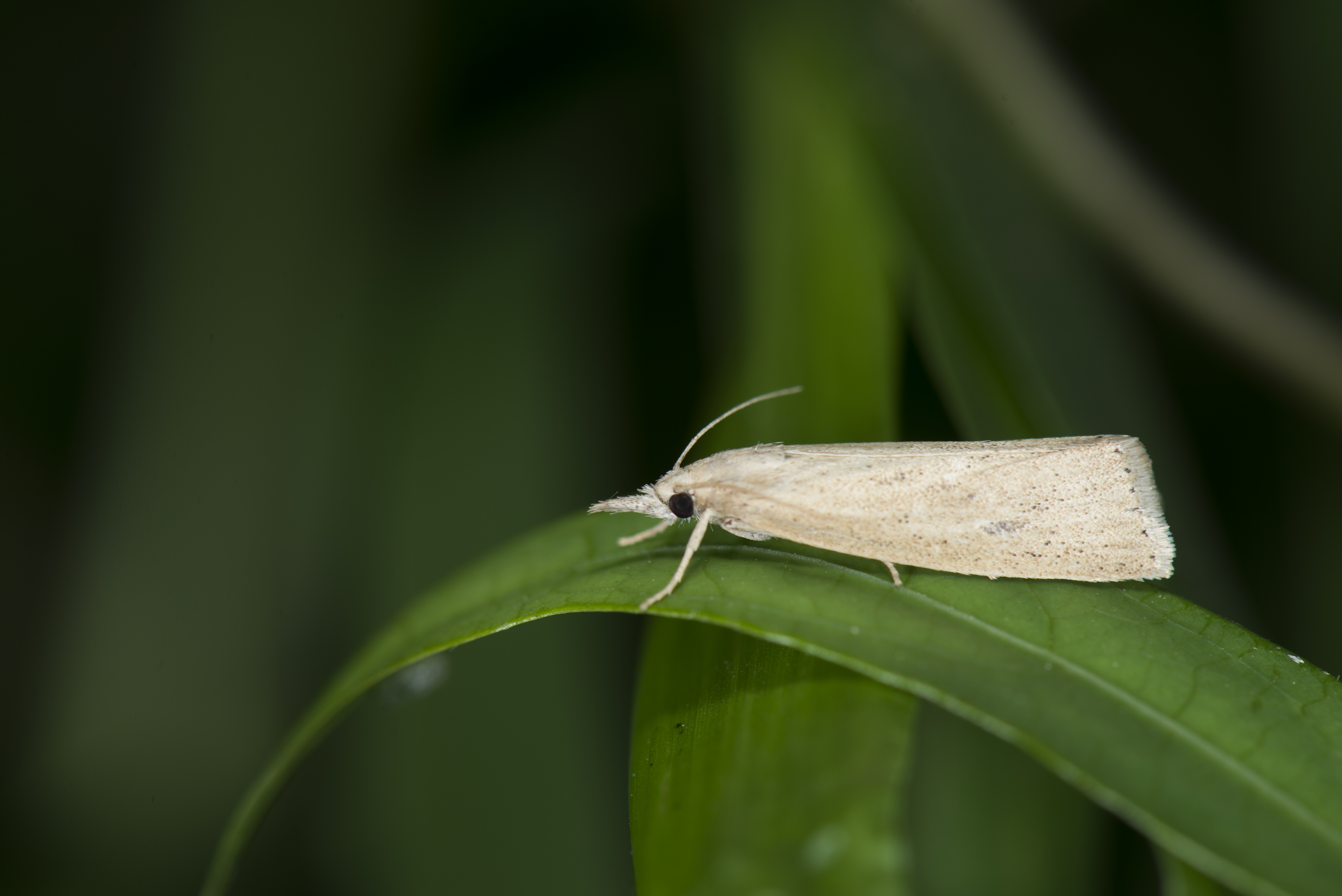
Chilo suppressalis (Crambinae), Tajwan
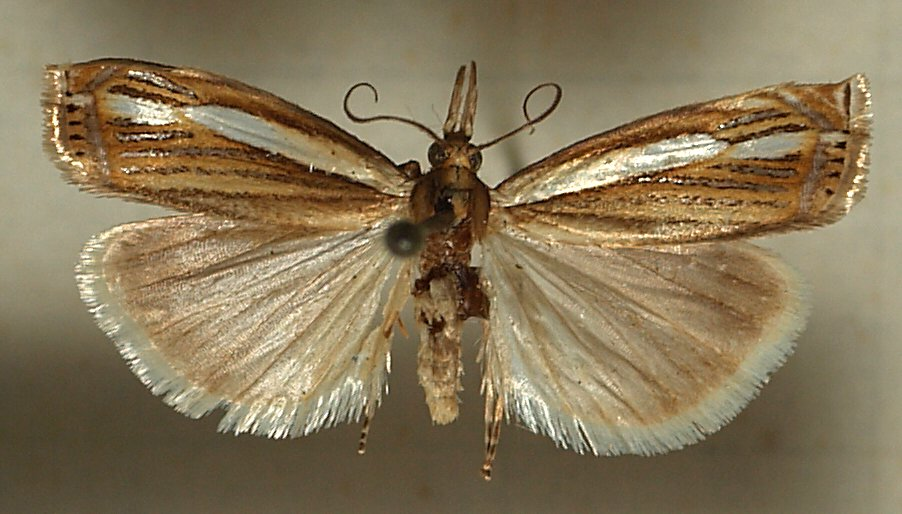
Crambus silvella
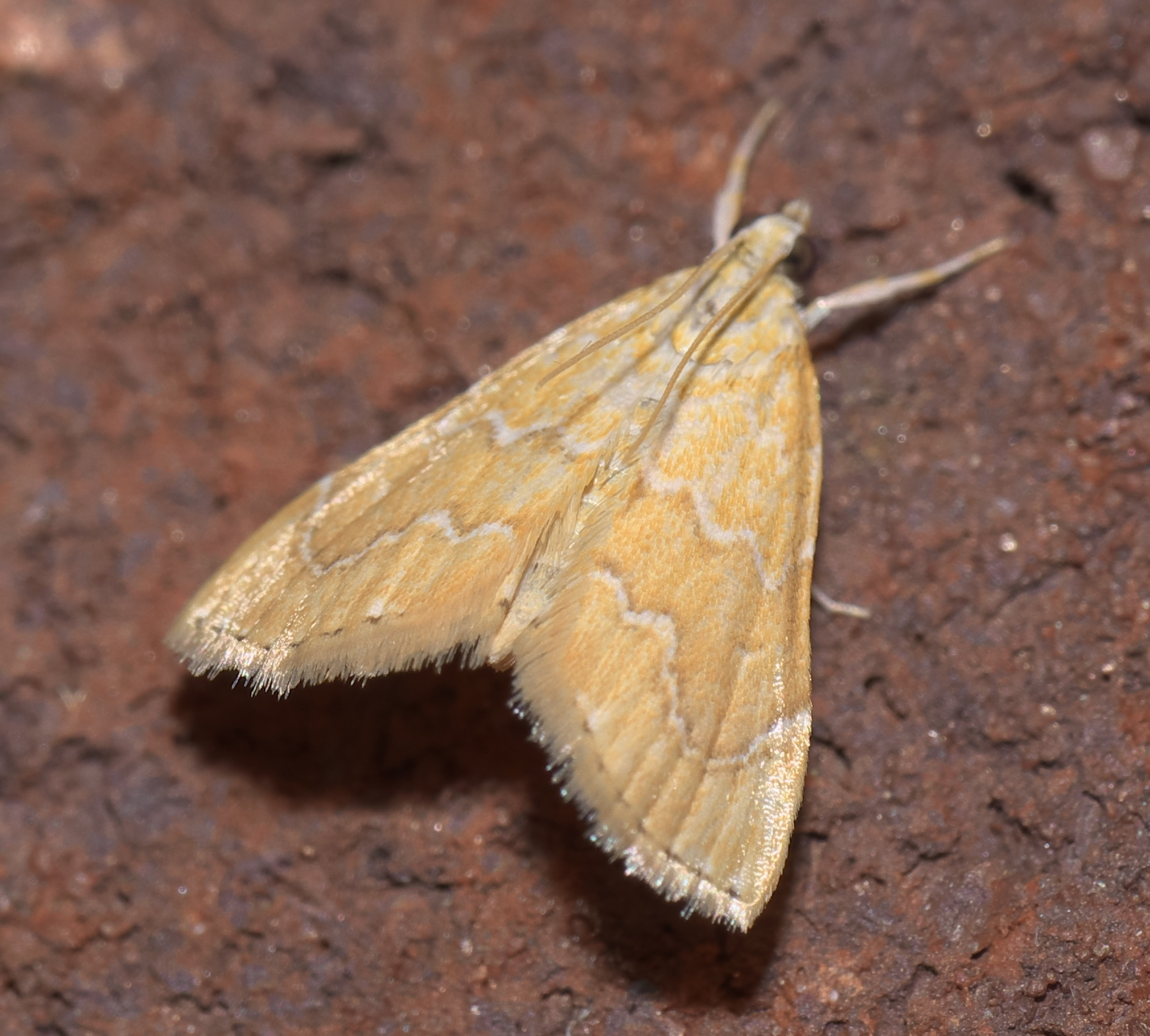
Glaphyria sesquistrialis (Glaphyriinae), USA
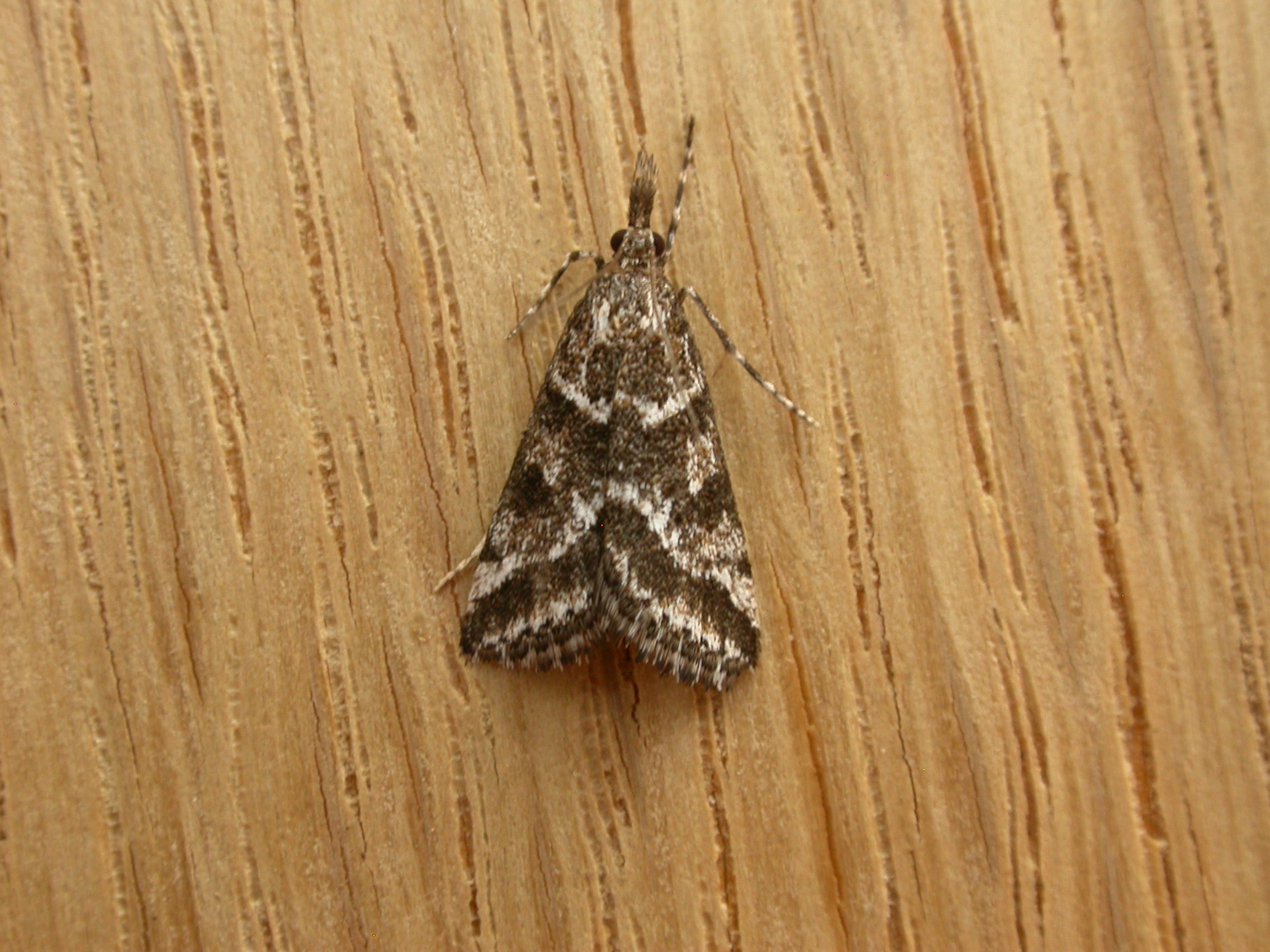
Phanomorpha dapsilis (Heliothelinae), Australia
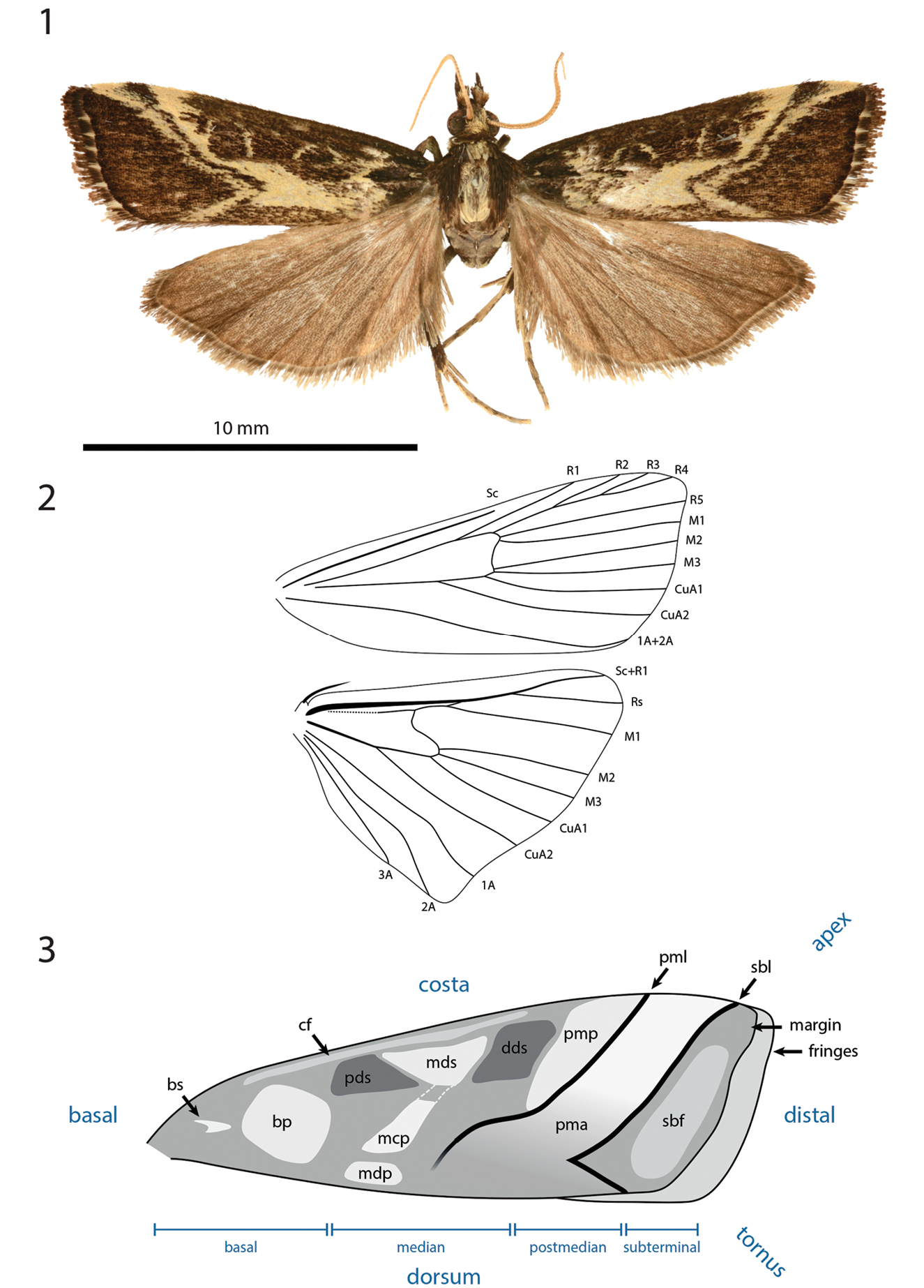
Hoploscopa matheae (Hoploscopinae), Malezja
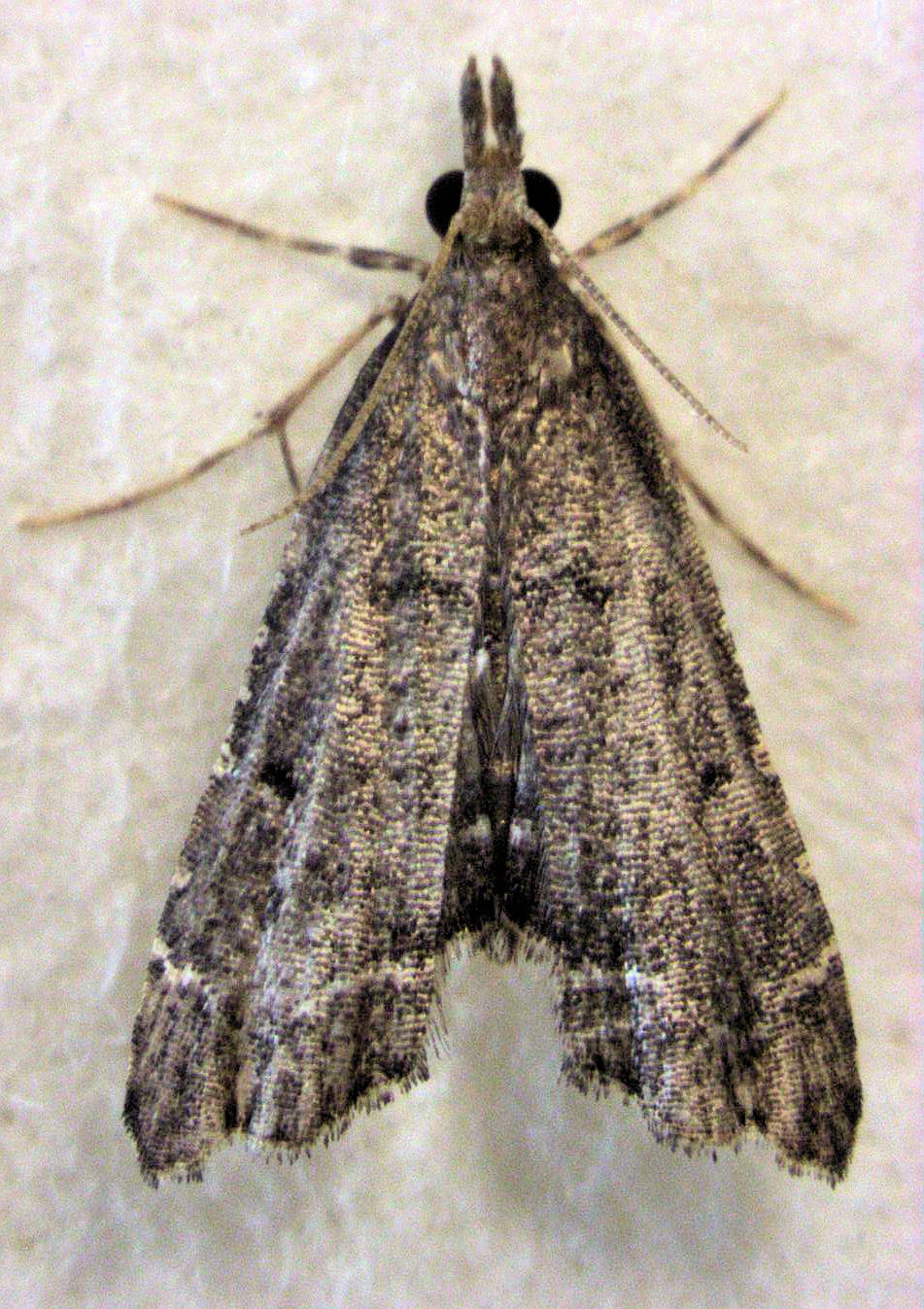
Diplopseustis perieresalis (Lathrotelinae), Nowa Zelandia
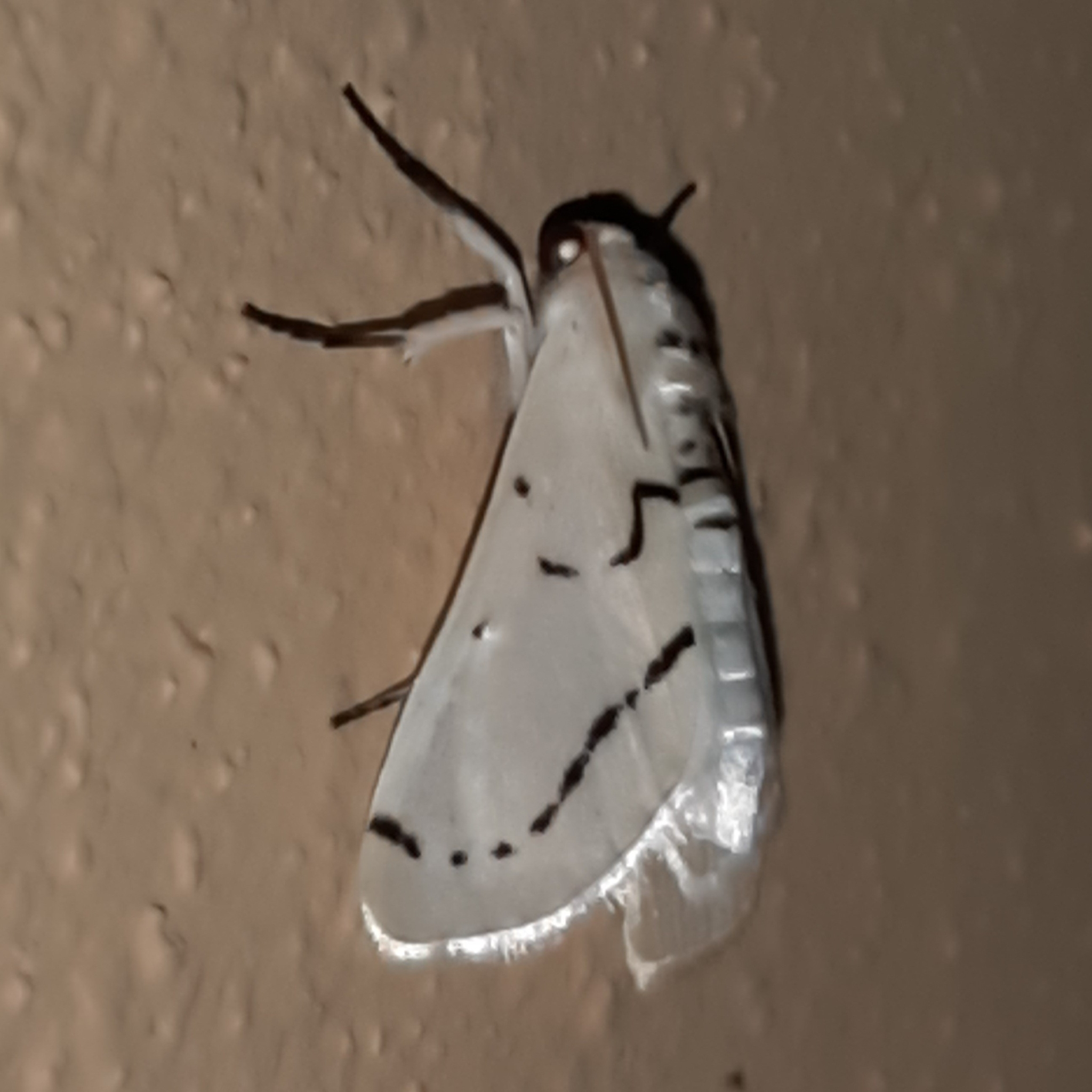
Linosta centralis (Linostinae), Kostaryka
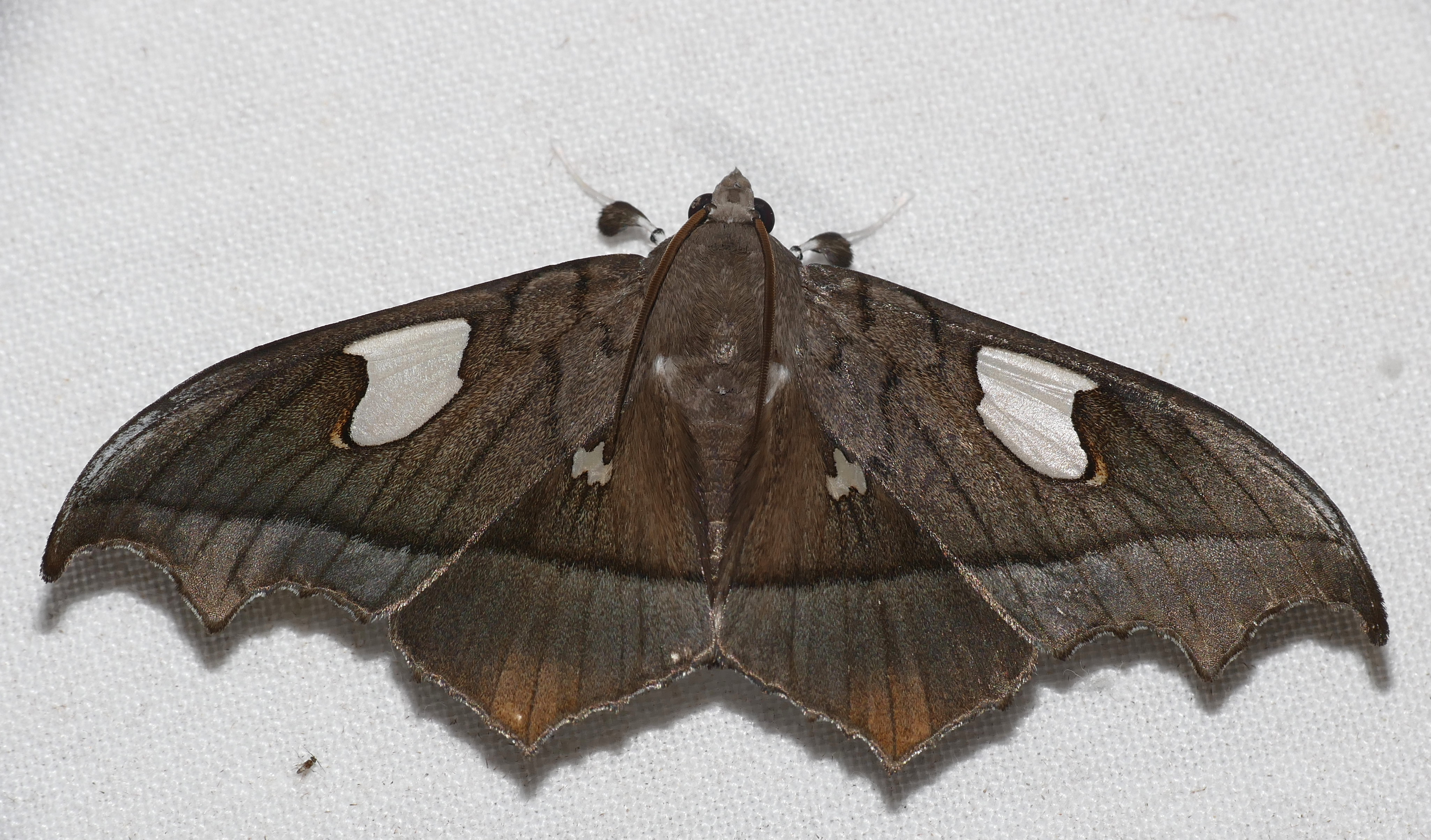
Midila quadrifenestrata (Midilinae), Gujana Francuska
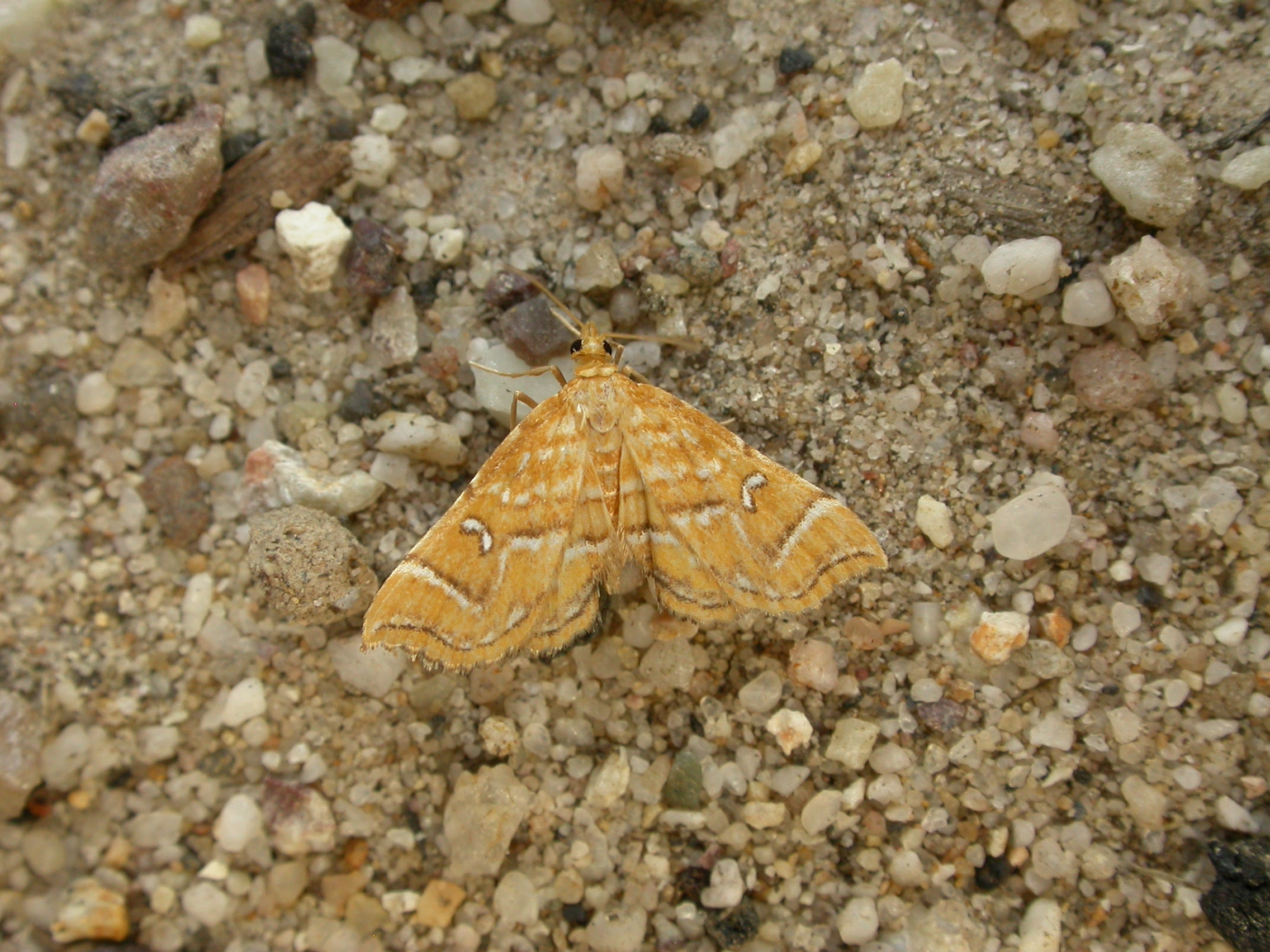
Musotima ochropteralis (Musotiminae), Australia
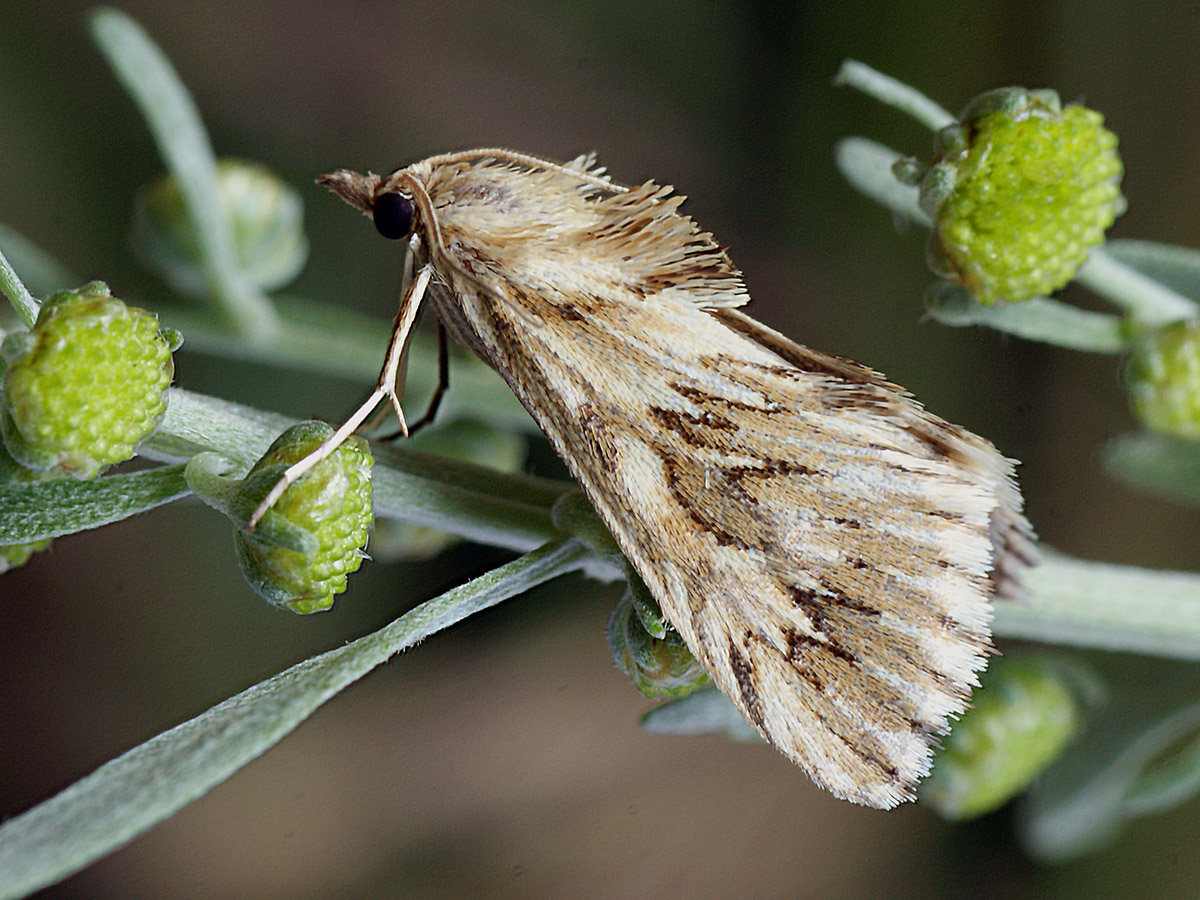
Cyneda zębata (Odontiinae), Rosja
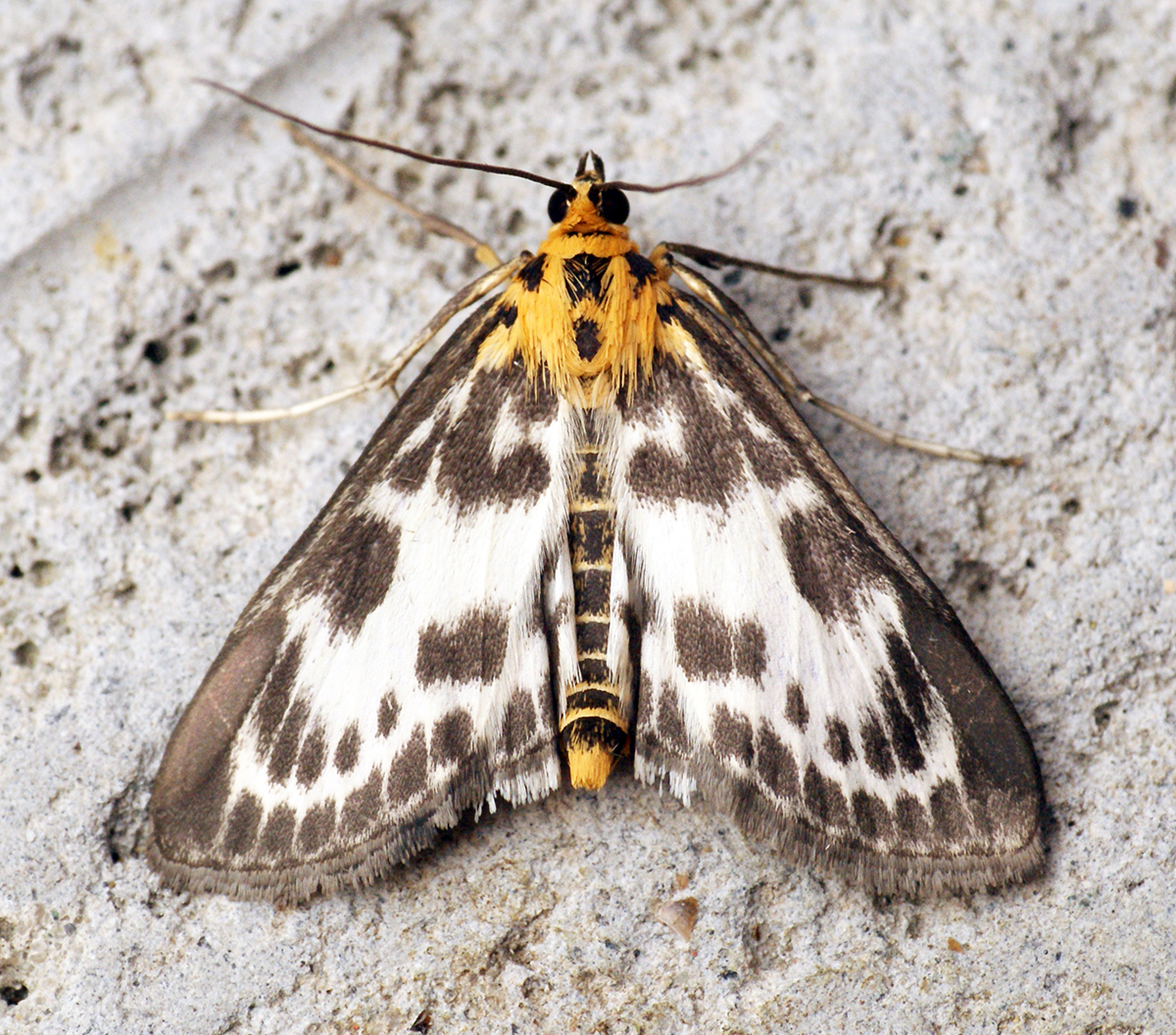
Przezierka pokrzywianka, (Pyraustinae), Wielka Brytania
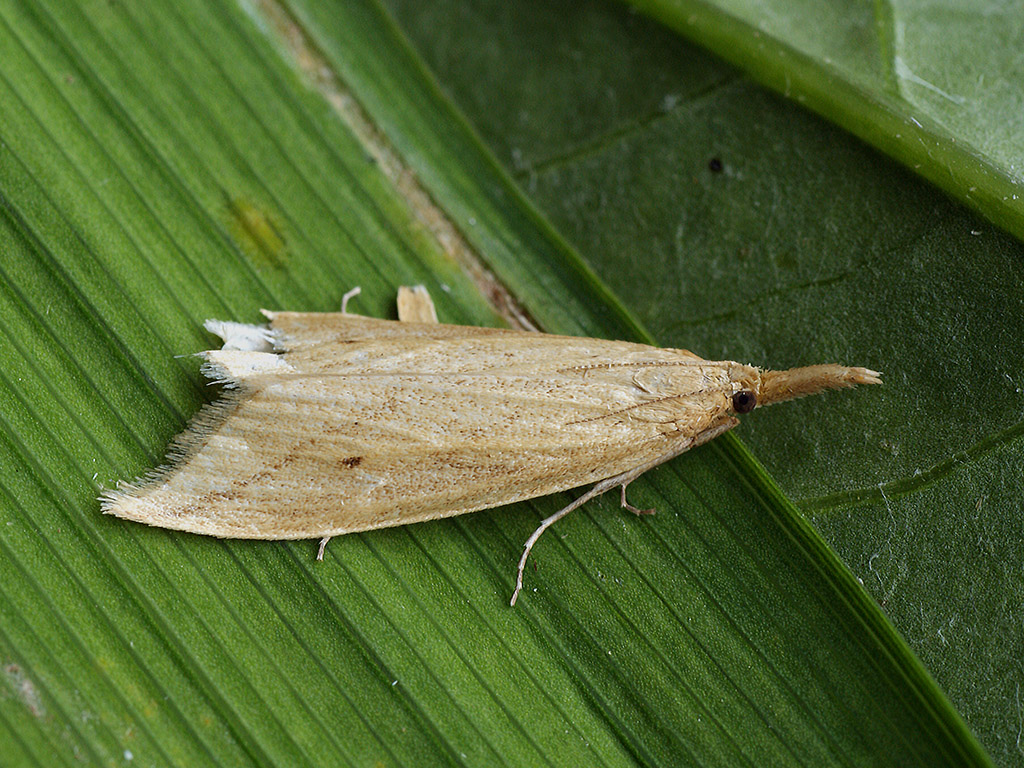
Donacaula forficella (Schoenobiinae), Rosja
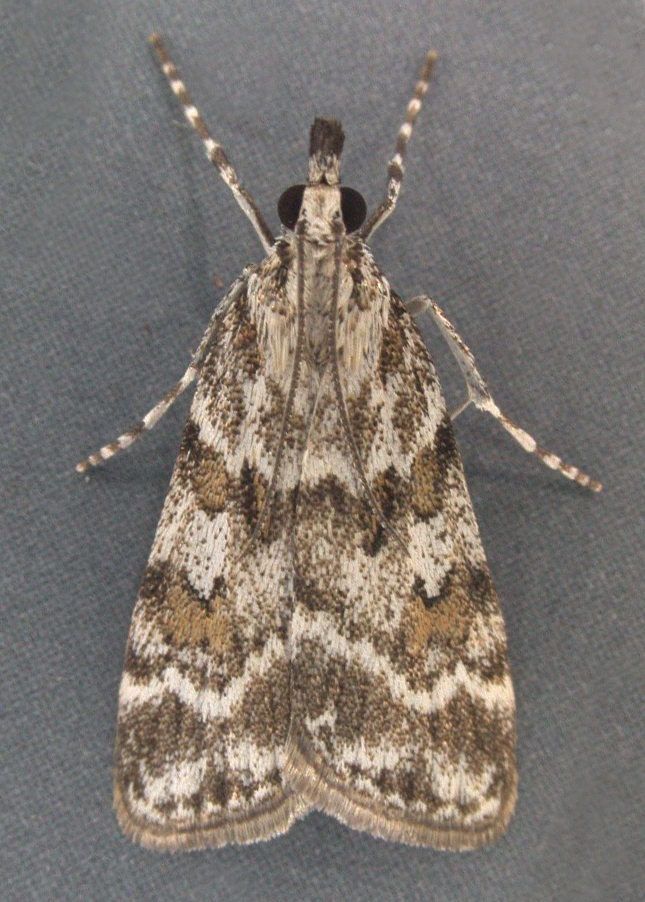
Scoparia pyralella (Scopariinae), Wielka Brytania
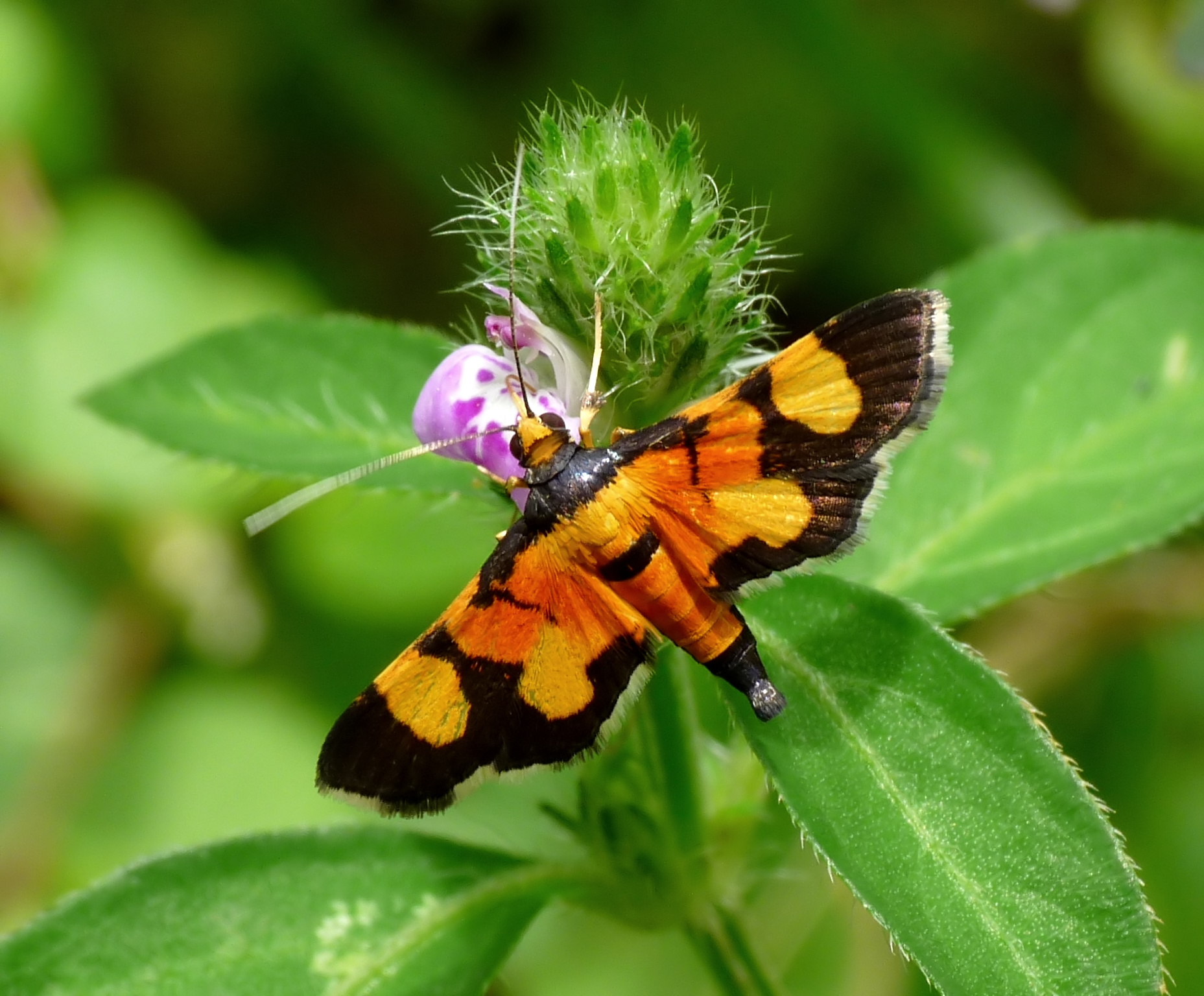
Aethaloessa calidalis (Spilomelinae), Indie